# Simodon
Simodon là một chi rêu trong họ Fossombroniaceae.